# Veni Sancte Spiritus

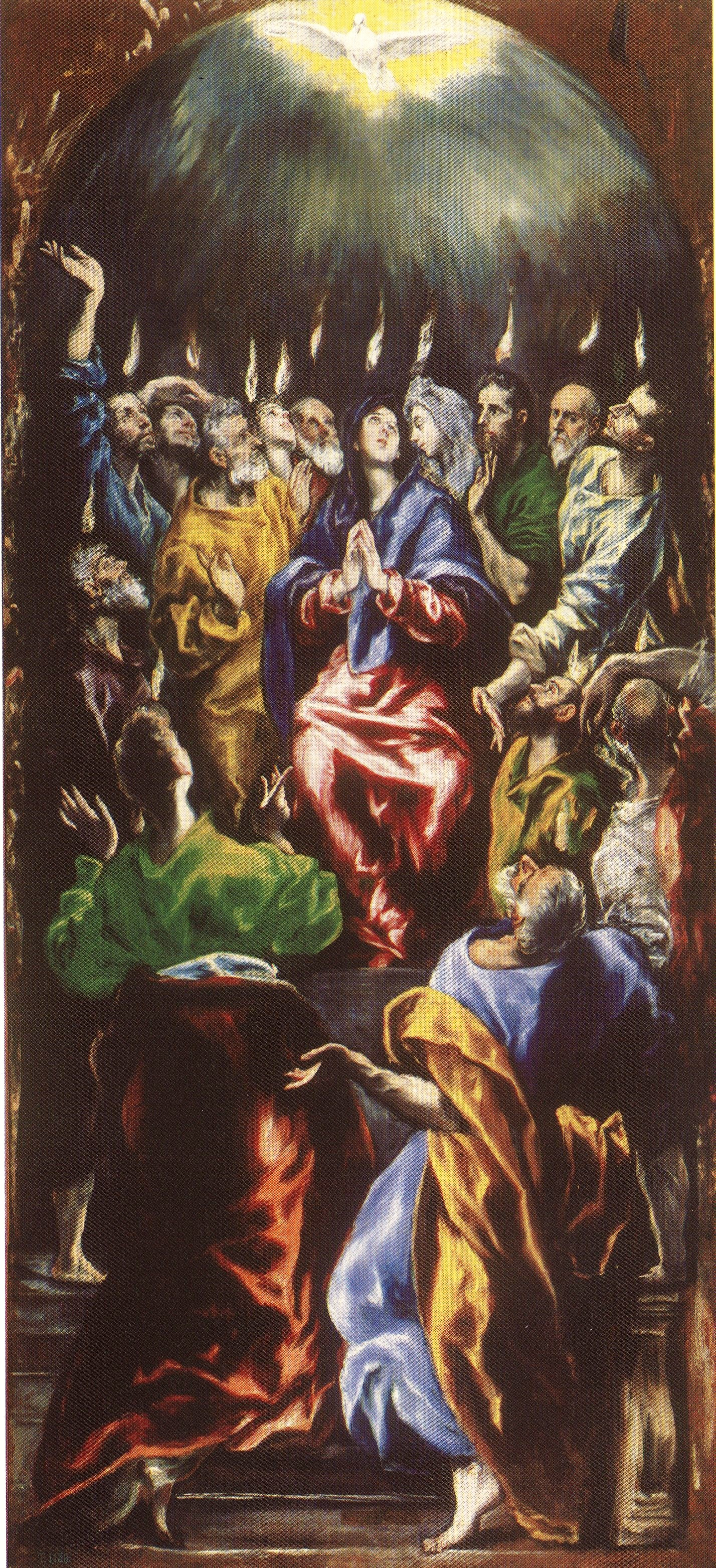
El Greco, Pentecoste (1597-1600), olio su tela, 275x127 cm, Museo del Prado, Madrid

Il Veni Sancte Spiritus, in lingua italiana Vieni Santo Spirito, è una preghiera della tradizione cristiana.
Più precisamente è una delle cinque sequenze e viene recitata (o cantata) durante la messa di Pentecoste, al termine della seconda lettura e prima della proclamazione del Vangelo, mentre l'assemblea rimane seduta. È stata attribuita sia a Stefano di Langton, arcivescovo di Canterbury che all'abate Notker Balbulus. Per molto tempo venne attribuita a papa Innocenzo III, grande ammiratore dell'opera di Balbulus.

## Testo latino e traduzione italiana
| Testo latinoVeni, Sancte Spíritus, et emítte cǽlitus lucis tuæ rádium. Veni, pater páuperum, veni, dator múnerum, veni, lumen córdium. Consolátor óptime, dulcis hospes ánimæ, dulce refrigérium. In labóre réquies, in æstu tempéries, in fletu solácium. O lux beatíssima, reple cordis íntima tuórum fidélium. Sine tuo númine, nihil est in hómine nihil est innóxium. Lava quod est sórdidum, riga quod est áridum, sana quod est sáucium. Flecte quod est rígidum, fove quod est frígidum, rege quod est dévium. Da tuis fidélibus, in te confidéntibus, sacrum septenárium. Da virtútis méritum, da salútis éxitum, da perénne gáudium. Amen. | Traduzione italianaVieni, Santo Spirito, mandaci dal cielo un raggio della tua luce. Vieni, padre dei poveri, vieni, datore dei doni, vieni, luce dei cuori. Consolatore perfetto, ospite dolce dell'anima, soave refrigerio. Nella fatica, riposo, nella calura, riparo, nel pianto, conforto. O luce beatissima, invadi nel profondo il cuore dei tuoi fedeli. Senza il tuo soccorso, nulla è nell'uomo, nulla senza colpa. Lava ciò che è sordido, bagna ciò che è arido, sana ciò che sanguina. Piega ciò che è rigido, scalda ciò che è gelido, raddrizza ciò ch'è sviato. Dona ai tuoi fedeli che solo in te confidano i tuoi santi doni. Dona virtù e premio, dona morte santa, dona gioia eterna. Amen. |